# Soborejo
Soborejo is een bestuurslaag in het regentschap Temanggung van de provincie Midden-Java, Indonesië. Soborejo telt 3192 inwoners (volkstelling 2010).